# Psiloderces palopoensis
Psiloderces palopoensis es una especie de araña araneomorfa del género Psiloderces, familia Psilodercidae. Fue descrita científicamente por Li & Chang en 2020.
Habita en Célebes, Indonesia. El holotipo masculino mide 1,41 mm y el paratipo femenino 1,49 mm.